# D-moll hegedű-kettősverseny (Johann Sebastian Bach)
Johann Sebastian Bach: d-moll hegedű kettősverseny (BWV 1043)

Két szóló hegedűre és zenekarra (két ripieno hegedű, brácsa, Basso continuo)
3 tételből áll:
- Vivace
- Largo ma non tanto
- Allegro

1720 körül íródott, feltehetően Köthenben. Kézirata elveszett.
Ez Bach egyik legnépszerűbb műve, és kiváló példája az olasz stílusú barokk versenyműveknek. 
A BWV 1062-es csembalóverseny ennek a műnek az átirata.